# Roxita
Roxita is een geslacht van vlinders van de familie grasmotten (Crambidae).

## Soorten
- R. adspersella Snellen, 1893
- R. albipennata Inoue, 1989
- R. apicella Gaskin, 1984
- R. bipunctella Wileman & South, 1917
- R. eurydyce Bleszynski, 1963
- R. fletcheri Gaskin, 1984
- R. mululella Gaskin, 1984
- R. reductella Gaskin, 1984
- R. szetschwanella Caradja, 1931